# Arachniodes puncticulata
Arachniodes puncticulata là một loài thực vật có mạch trong họ Dryopteridaceae. Loài này được (Alderw.) Ching miêu tả khoa học đầu tiên năm 1962.